# Glorieta (Farrera)
Glorieta, o Glorieta de Montesclado, és un poble del terme municipal de Farrera, a la comarca del Pallars Sobirà.
Està situat al nord-oest del cap del municipi, a l'esquerra del Barranc de Mallolís i a llevant de Montesclado. Just al nord-oest del poble, aquests dos cursos d'aigua s'ajunten per tal de formar el Riu de Glorieta. Al sud-est del poble, damunt seu, es troba el Roc de la Torre.
Glorieta compta amb l'església de Sant Quirze, i al sud-est del poble, en el Camí de Tírvia a Montesclado, el Pont de Glorieta.

## Etimologia
Joan Coromines explica el topònim Glorieta com un dels pocs topònims eminentment llatins de la zona. Procedeix del llatí vulgar glareta, plural de glaretum (codolar), en referència als dos rius o barrancs que passen ran del poble.

## Geografia
Les poques cases del poble de Glorieta s'arrengleren en una mena de carrer al llarg de la carena. Té a l'extrem sud-oriental, una mica allunyada, l'església de Sant Quirze.
Les cases del poble
| - Casa Burguesa - Casa Ferrer | - Casa Moliner - Casa Pelatxo | - La Rectoria - Casa Torrat | - Casa Valentí - Casa Xinxó |

## Història
El castell de Glorieta, o la vila closa de Glorieta, està documentat des de finals del segle xii, però a principis del segle xxi no se'n conserva cap vestigi.
Pascual Madoz dedica un article del seu Diccionario geográfico... a Glorieta. Hi diu que és un llogaret que depèn civilment i eclesiàstica de Montesclado, situada al costat d'un barranc que rep el mateix nom que el poble, envoltat de muntanyes de bastant alçada, amb clima fred. Tenia en aquell moment 9 cases i l'església de San Guinzo, annexa a la parròquia de Montesclado. S'hi troben fonts d'aigua bona per a l'ús dels veïns. El territori és muntanyós, pedregós, de qualitat mitjana. S'hi produïa sègol, patates i una mica de llegum, amb bones herbes per a la pastura de vacum, ovelles i cabres. De cacera, hi havia perdius i llebres. Comptava amb 4 veïns (caps de casa) i 19 ànimes (habitants).